# Josafat

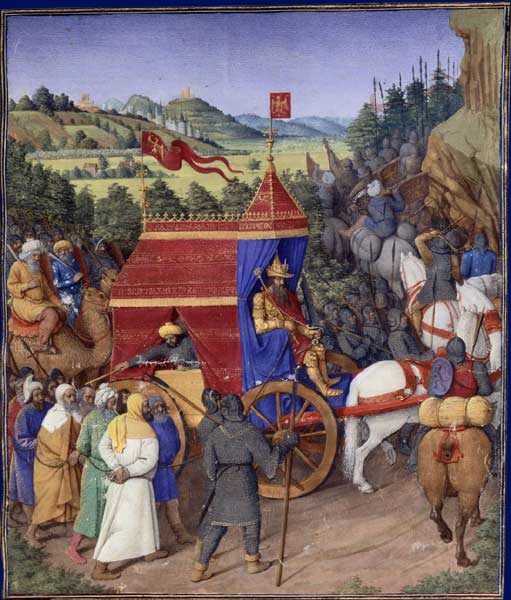
Josaphat keert triomfantelijk terug naar Jeruzalem na zijn zege op Adad, koning van Syrië.

Josafat (Hebreeuws יְהוֹשָׁפָט, jôšāfāt, JHWH is rechter) of Jehosafat (יְהוֹשָׁפָט jəhôšāfāt) was koning van het koninkrijk Juda. Hij was de opvolger van zijn vader Asa. Over zijn leven is in de Hebreeuwse Bijbel te lezen in 1 Koningen 22 en in 2 Kronieken 17-20. Zijn regeerperiode wordt tegenwoordig gedateerd op 873-849 v.Chr. of 870-849 v.Chr..
In het begin van zijn regeerperiode versterkte Josafat zijn koninkrijk tegen het koninkrijk Israël. Daarnaast vernietigde hij afgodsbeelden van Baäl die in Juda te vinden waren. In het derde jaar van zijn regering stuurde hij priesters en Levieten het land in om zijn onderdanen te onderrichten in de wetten van de Thora.
Door een huwelijk kreeg Josafat een familieband met koning Achab van Israël. Samen trokken zij enkele jaren later ten oorlog tegen koning Ramot van Aram in Gilead. Achab kwam bij de strijd om het leven, maar Josafat wist ongeschonden van het slagveld terug te keren. Terug in zijn eigen rijk werd Josafat terechtgewezen door de profeet Jehu vanwege zijn alliantie met Achab.
Desondanks sloot Josafat later een overeenkomst met koning Achazja van Israël om samen een vloot te bouwen om handel te kunnen drijven met Tarsis. Maar de schepen gingen op de eerste tocht verloren.
Samen met koning Joram voerde Josafat oorlog tegen de Moabieten. Aan het eind van Josafats regeerperiode vielen de Moabieten hem opnieuw aan, samen met de Ammonieten. Josafat won de oorlog. Korte tijd later overleed Josafat op zestigjarige leeftijd na 25 jaar geregeerd te hebben. Hij werd begraven in de Davidsburcht in Jeruzalem. Hij werd opgevolgd door zijn zoon Joram.